# Axiocerina reunionis
Axiocerina reunionis är en nattsländeart som beskrevs av Ross 1957. Axiocerina reunionis ingår i släktet Axiocerina och familjen långhornssländor. Inga underarter finns listade i Catalogue of Life.